# Eunice pycnobranchiata
Eunice pycnobranchiata är en ringmaskart som beskrevs av McIntosh 1885. Eunice pycnobranchiata ingår i släktet Eunice och familjen Eunicidae.
Artens utbredningsområde är havet kring Nya Zeeland. Inga underarter finns listade i Catalogue of Life.